# Wheelchair Tennis Masters
Wheelchair Tennis Masters là sự kiện một sự kiện quần vợt xe lăn được tổ chức vào cuối năm.
Wheelchair Tennis Masters for singles là giải đấu quần vợt xe lăn được tổ chức vào cuối năm, tương đương với giải ATP World Tour Finals và giải WTA Finals. Năm 1994, giải được tổ chức với 2 nội dung, đơn nam và đơn nữ, và năm 2004 có thêm nội dung quad (quần vợt quad) dành cho nam.
Top tám tay vợt (nam và nữ), và top sáu vận động viên quad sẽ được thi đấu tại giải đấu này. Thể thức thi đấu cũng sẽ có vòng bảng như ATP World Tour Finals và WTA Finals.
Wheelchair Tennis Masters for doubles là giải đấu dành cho các đôi nam, nữ và quad thi đấu. Năm 2000 (đôi quad vào năm 2003), top tám đôi nam, top sáu đôi nữ và top bốn đôi quad sẽ được thi đấu tại giải đấu này.

## Quần vợt đơn xe lăn NEC Masters
Từ năm 1994 đến 1999, NEC Wheelchair Tennis Masters được tổ chức tại sân Indoor Sport Centre ở Eindhoven, Hà Lan. Từ năm 2000 đến 2005, NEC Wheelchair Tennis Masters được tổ chức ở Amersfoort, Hà Lan. Từ năm 2006 đến năm 2010, giải được tổ chức tại Sân vận động Frans Otten ở Amsterdam. Giải đấu đã được đổi tên thành NEC Singles Masters vào năm 2010, và được tổ chức ở Mechelen, Bỉ từ năm 2011 đến 2012. Năm 2013, NEC Singles Masters được tổ chức tại sân Marguerite Tennis Pavilion ở Mission Viejo, California.

### Nam
| Địa điểm                      | Năm  | Vô địch             | Á quân              | Tỉ số             |
| ----------------------------- | ---- | ------------------- | ------------------- | ----------------- |
| NEC Wheelchair Tennis Masters |      |                     |                     |                   |
| Eindhoven                     | 1994 | Randy Snow          | Stephen Welch       | 6-2, 6-4          |
| Eindhoven                     | 1995 | Laurent Giammartini | Randy Snow          | 7-5, 4-6, 6-4     |
| Eindhoven                     | 1996 | Stephen Welch       | Laurent Giammartini | 6-4, 2-6, 6-4     |
| Eindhoven                     | 1997 | Kai Schrameyer      | Stephen Welch       | 4-6, 7-5, 6-0     |
| Eindhoven                     | 1998 | Ricky Molier        | Laurent Giammartini | 7-5, 7-5          |
| Eindhoven                     | 1999 | Robin Ammerlaan     | Martin Legner       | 7-5, 6-1          |
| Amersfoort                    | 2000 | Robin Ammerlaan     | Ricky Molier        | 7-6 (9), 6-1      |
| Amersfoort                    | 2001 | Ricky Molier        | Robin Ammerlaan     | 6-0, 6-7 (1), 6-1 |
| Amersfoort                    | 2002 | David Hall          | Robin Ammerlaan     | 2-6, 6-3, 6-4     |
| Amersfoort                    | 2003 | Robin Ammerlaan     | Stephen Welch       | 6-3, 6-4          |
| Amersfoort                    | 2004 | David Hall          | Michaël Jeremiasz   | 6-2, 6-4          |
| Amersfoort                    | 2005 | Robin Ammerlaan     | Michaël Jeremiasz   | 6-2, 6-3          |
| Amsterdam                     | 2006 | Robin Ammerlaan     | Shingo Kunieda      | 7-6 (2), 7-6 (5)  |
| Amsterdam                     | 2007 | Robin Ammerlaan     | Michaël Jeremiasz   | 7-6 (8), 5-7, 6-0 |
| Amsterdam                     | 2008 | Stefan Olsson       | Robin Ammerlaan     | 6-3, 4-6, 6-3     |
| Amsterdam                     | 2009 | Maikel Scheffers    | Robin Ammerlaan     | 2-6, 6-4, 6-2     |
| Amsterdam                     | 2010 | Stefan Olsson       | Stéphane Houdet     | 6-4, 7-5          |
| Mechelen                      | 2011 | Stéphane Houdet     | Maikel Scheffers    | 6-4, 7-6 (2)      |
| Mechelen                      | 2012 | Shingo Kunieda      | Joachim Gérard      | 6-2, 4-6, 6-2     |
| Mission Viejo                 | 2013 | Shingo Kunieda      | Joachim Gérard      | 6-0, 7-6 (9)      |
| Luân Đôn                      | 2014 | Shingo Kunieda      | Nicolas Peifer      | 6-1, 6-1          |
| Luân Đôn                      | 2015 | Joachim Gérard      | Shingo Kunieda      | 7-5, 2-6, 6-3     |
| Luân Đôn                      | 2016 | Joachim Gérard      | Gordon Reid         | 4-6, 6-4, 6-4     |
| Loughborough                  | 2017 | Alfie Hewett        | Gordon Reid         | 6-3, 6-2          |

### Nữ
| Địa điểm                      | Năm  | Vô địch                | Á quân                 | Tỉ số             |
| ----------------------------- | ---- | ---------------------- | ---------------------- | ----------------- |
| NEC Wheelchair Tennis Masters |      |                        |                        |                   |
| Eindhoven                     | 1994 | Monique Kalkman        | Chantal Vandierendonck | 6-1, 6-4          |
| Eindhoven                     | 1995 | Monique Kalkman        | Daniela Di Toro        | 6-1, 6-2          |
| Eindhoven                     | 1996 | Chantal Vandierendonck | Daniela Di Toro        | 6-4, 6-3          |
| Eindhoven                     | 1997 | Maaike Smit            | Monique Kalkman        | 6-3, 4-6, 7-5     |
| Eindhoven                     | 1998 | Esther Vergeer         | Maaike Smit            | 6-0, 7-6          |
| Eindhoven                     | 1999 | Esther Vergeer         | Maaike Smit            | 6-0, 6-1          |
| Amersfoort                    | 2000 | Esther Vergeer         | Djoke van Marum        | 6-1, 6-3          |
| Amersfoort                    | 2001 | Esther Vergeer         | Maaike Smit            | 6-2, 6-3          |
| Amersfoort                    | 2002 | Esther Vergeer         | Sonja Peters           | 4-6, 6-4, 7-6 (3) |
| Amersfoort                    | 2003 | Esther Vergeer         | Sharon Walraven        | 6-1, 6-3          |
| Amersfoort                    | 2004 | Esther Vergeer         | Jiske Griffioen        | 6-2, 6-0          |
| Amersfoort                    | 2005 | Esther Vergeer         | Florence Gravellier    | 6-4, 6-2          |
| Amsterdam                     | 2006 | Esther Vergeer         | Sharon Walraven        | 6-1, 6-2          |
| Amsterdam                     | 2007 | Esther Vergeer         | Korie Homan            | 6-3, 6-4          |
| Amsterdam                     | 2008 | Esther Vergeer         | Korie Homan            | 6-2, 3-6, 6-0     |
| Amsterdam                     | 2009 | Esther Vergeer         | Korie Homan            | 2-6, 7-6 (5), 6-2 |
| Amsterdam                     | 2010 | Esther Vergeer         | Daniela Di Toro        | 6-2, 6-1          |
| Mechelen                      | 2011 | Esther Vergeer         | Aniek van Koot         | 6-1, 6-2          |
| Mechelen                      | 2012 | Esther Vergeer         | Aniek van Koot         | 6-2, 6-2          |
| Mission Viejo                 | 2013 | Yui Kamiji             | Jiske Griffioen        | 7-6 (3), 3-6, 6-4 |
| London                        | 2016 | Jiske Griffioen        | Yui Kamiji             | 6-4, 6-4          |
| London                        | 2015 | Jiske Griffioen        | Sabine Ellerbrock      | 6-2, 6-2          |
| London                        | 2014 | Aniek van Koot         | Jiske Griffioen        | 3-6, 6-4, 6-1     |
| Loughborough                  | 2017 | Diede De Groot         | Yui Kamiji             | 7-5, 6-4          |

### Quad
| Địa điểm      | Năm  | Vô địch       | Á quân           | Tỉ số         |
| ------------- | ---- | ------------- | ---------------- | ------------- |
| Amersfoort    | 2004 | David Wagner  | Bas van Erp      | 6-2, 6-3      |
| Amersfoort    | 2005 | David Wagner  | Nicholas Taylor  | 6-2, 6-1      |
| Amsterdam     | 2006 | Peter Norfolk | David Wagner     | 6-2, 6-2      |
| Amsterdam     | 2007 | David Wagner  | Johan Andersson  | 6-1, 3-6, 6-2 |
| Amsterdam     | 2008 | David Wagner  | Peter Norfolk    | 6-4, 6-1      |
| Amsterdam     | 2009 | Peter Norfolk | David Wagner     | 6-2, 7-5      |
| Amsterdam     | 2010 | Peter Norfolk | David Wagner     | 6-3, 7-6 (3)  |
| Mechelen      | 2011 | Noam Gershony | Andrew Lapthorne | 0-6, 6-3, 7-5 |
| Mechelen      | 2012 | David Wagner  | Andrew Lapthorne | 6-4, 6-2      |
| Mission Viejo | 2013 | David Wagner  | Lucas Sithole    | 0-6, 6-2, 6-2 |
| Luân Đôn      | 2014 | David Wagner  | Dylan Alcott     | 6-4, 7-5      |
| Luân Đôn      | 2015 | David Wagner  | Lucas Sithole    | 7-6(6), 6-4   |
| Luân Đôn      | 2016 | David Wagner  | Itay Erenlib     | 6-4, 6-1      |
| Loughborough  | 2017 | David Wagner  | Andrew Lapthorne | 6-1, 6-2      |

## Quần vợt đôi xe lăn NEC Masters
Từ năm 2000 đến năm 2001, Wheelchair Tennis Doubles Masters được tổ chức tại Amersfoort. Từ năm 2002 đến 2003, Wheelchair Tennis Doubles Masters được tổ chức tại Invacare World Team Cup bởi Camozzi ở Tremosine, Ý. Từ năm 2003 đến 2004, giải được tổ chức ở Brescia, Ý. Kể từ năm 2005, giải được tổ chức tại Centro Sportivo Mario Mongodi ở Bergamo, Ý. Năm 2011, giải được tổ chức ở Amsterdam, Hà Lan. Năm 2013, ITF Wheelchair Doubles Masters được tổ chức tại Marguerite Tennis Pavilion ở Mission Viejo, California.

### Nam
| Địa điểm                                  | Năm  | Vô địch                           | Á quân                             | Tỉ số             |
| ----------------------------------------- | ---- | --------------------------------- | ---------------------------------- | ----------------- |
| NEC Wheelchair Tennis Masters             |      |                                   |                                    |                   |
| Amersfoort                                | 2000 | Ricky Molier Stephen Welch        | Robin Ammerlaan Eric Stuurman      | 6-3, 6-1          |
| Amersfoort                                | 2001 | Miroslav Brychta Martin Legner    | Tadeusz Kruszelnicki Jayant Mistry | 6-3, 6-2          |
| Camozzi Wheelchair Tennis Doubles Masters |      |                                   |                                    |                   |
| Tremosine                                 | 2002 | Kai Schrameyer Stephen Welch      | Martin Legner Satoshi Saida        | 3-6, 6-4, 6-2     |
| Tremosine                                 | 2003 | Martin Legner Satoshi Saida       | Michaël Jeremiasz Jayant Mistry    | 6-3, 7-6 (5)      |
| Brescia                                   | 2004 | Martin Legner Satoshi Saida       | Michaël Jeremiasz Jayant Mistry    | 6-1, 3-6, 6-3     |
| Bergamo                                   | 2005 | Michaël Jeremiasz Jayant Mistry   | Martin Legner Satoshi Saida        | 6-1, 6-2          |
| Bergamo                                   | 2006 | Maikel Scheffers Ronald Vink      | Michaël Jeremiasz Jayant Mistry    | 6-2, 3-6, 6-3     |
| Bergamo                                   | 2007 | Stéphane Houdet Michaël Jeremiasz | Maikel Scheffers Ronald Vink       | 2-6, 6-4, 6-2     |
| Bergamo                                   | 2008 | Stefan Olsson Peter Wikstrom      | Maikel Scheffers Ronald Vink       | 6-4, 2-6, 7-5     |
| Bergamo                                   | 2009 | Maikel Scheffers Ronald Vink      | Robin Ammerlaan Stéphane Houdet    | 6-1, 3-6, 6-0     |
| Camozzi Doubles Masters                   |      |                                   |                                    |                   |
| Bergamo                                   | 2010 | Maikel Scheffers Ronald Vink      | Robin Ammerlaan Stéphane Houdet    | 7-6 (2), 6-4      |
| Invacare Doubles Masters                  |      |                                   |                                    |                   |
| Amsterdam                                 | 2011 | Tom Egberink Michaël Jeremiasz    | Robin Ammerlaan Stéphane Houdet    | 6-4, 6-2          |
| Amsterdam                                 | 2012 | Stéphane Houdet Shingo Kunieda    | Gordon Reid Ronald Vink            | 6-7 (6), 6-1, 6-2 |
| Mission Viejo                             | 2013 | Stéphane Houdet Gordon Reid       |                                    |                   |
| Mission Viejo                             | 2014 | Joachim Gérard Stéphane Houdet    |                                    |                   |
| Mission Viejo                             | 2015 | Michaël Jeremiasz Gordon Reid     |                                    |                   |
| UNIQLO Doubles Masters                    |      |                                   |                                    |                   |
| Mission Viejo                             | 2016 | Stéphane Houdet Nicolas Peifer    | Gustavo Fernández Joachim Gérard   | 2-6, 6-2, 7-5     |
| Bemmel                                    | 2017 | Alfie Hewett Gordon Reid          | Stéphane Houdet Nicolas Peifer     | 1-6, 6-4, 7-5     |

### Nữ
| Địa điểm                                  | Năm  | Vô địch                        | Á quân                               | Tỉ số         |
| ----------------------------------------- | ---- | ------------------------------ | ------------------------------------ | ------------- |
| UNIQLO Doubles Masters                    |      |                                |                                      |               |
| Bemmel                                    | 2017 | Marjolein Buis Diede de Groot  | Sabine Ellerbrock Aniek van Koot     | 6-2, 6-4      |
| Mission Viejo                             | 2016 | Diede de Groot Lucy Shuker     | Yui Kamiji Jordanne Whiley           | 6-3, 4-6, 6-4 |
| Invacare Doubles Masters                  |      |                                |                                      |               |
| Mission Viejo                             | 2015 | Jiske Griffioen Aniek van Koot |                                      |               |
| Mission Viejo                             | 2014 | Yui Kamiji Jordanne Whiley     |                                      |               |
| Mission Viejo                             | 2013 | Yui Kamiji Jordanne Whiley     |                                      |               |
| Amsterdam                                 | 2012 | Jiske Griffioen Aniek van Koot | Sabine Ellerbrock Yui Kamiji         | 6-0, 6-3      |
| Amsterdam                                 | 2011 | Esther Vergeer Sharon Walraven | Jiske Griffioen Aniek van Koot       | 3-6, 7-5, 6-4 |
| Camozzi Doubles Masters                   |      |                                |                                      |               |
| Bergamo                                   | 2010 | Aniek van Koot Sharon Walraven | Lucy Shuker Jordanne Whiley          | 7-5, 6-3      |
| Camozzi Wheelchair Tennis Doubles Masters |      |                                |                                      |               |
| Bergamo                                   | 2009 | Korie Homan Esther Vergeer     |                                      |               |
| Bergamo                                   | 2008 | Jiske Griffioen Esther Vergeer |                                      |               |
| Bergamo                                   | 2007 | Jiske Griffioen Esther Vergeer |                                      |               |
| Bergamo                                   | 2006 | Jiske Griffioen Esther Vergeer |                                      |               |
| Bergamo                                   | 2005 | Jiske Griffioen Esther Vergeer | Florence Alix-Gravellier Maaike Smit | 6-1, 6-2      |
| Brescia                                   | 2004 | Jiske Griffioen Korie Homan    | Brigitte Ameryckx Sharon Walraven    | 6-4, 6-2      |
| Tremosine                                 | 2003 | Maaike Smit Esther Vergeer     | Jiske Griffioen Sharon Walraven      | 6-2, 6-2      |
| Tremosine                                 | 2002 | Maaike Smit Esther Vergeer     | Betty Klave Djoke van Marum          | 7-6(2), 6-3   |
| NEC Wheelchair Tennis Masters             |      |                                |                                      |               |
| Amersfoort                                | 2001 | Maaike Smit Esther Vergeer     | Betty Klave Djoke van Marum          | 7-5, 7-5      |
| Amersfoort                                | 2000 | Daniela di Toro Maaike Smit    | Esther Vergeer Sonja Peters          | 6-4, 6-4      |

### Quad
| Địa điểm                                  | Năm  | Vô địch                           | Á quân                                      | Tỷ số         |
| ----------------------------------------- | ---- | --------------------------------- | ------------------------------------------- | ------------- |
| UNIQLO Doubles Masters                    |      |                                   |                                             |               |
| Bemmel                                    | 2017 | Nick Taylor David Wagner          | Antony Cotterill Andrew Lapthorne           | 6-4, 6-3      |
| Mission Viejo                             | 2016 | Antony Cotterill Andrew Lapthorne | Nick Taylor David Wagner                    | 7-5, 1-6, 6-3 |
| Invacare Doubles Masters                  |      |                                   |                                             |               |
| Mission Viejo                             | 2015 | Nick Taylor David Wagner          |                                             |               |
| Mission Viejo                             | 2014 | Nick Taylor David Wagner          |                                             |               |
| Mission Viejo                             | 2013 | Nick Taylor David Wagner          |                                             |               |
| Amsterdam                                 | 2012 | Nick Taylor David Wagner          | Antonio Raffaele Shraga Weinberg            | 6-1, 6-4      |
| Amsterdam                                 | 2011 | Nick Taylor David Wagner          | Antonio Raffaele Dorrie Timmermans-Van Hall | 7-5, 6-4      |
| Camozzi Doubles Masters                   |      |                                   |                                             |               |
| Bergamo                                   | 2010 | Andrew Lapthorne Peter Norfolk    | Nick Taylor David Wagner                    | 4-6, 6-1, 6-3 |
| Camozzi Wheelchair Tennis Doubles Masters |      |                                   |                                             |               |
| Bergamo                                   | 2009 | Nick Taylor David Wagner          |                                             |               |
| Bergamo                                   | 2008 | Johan Andersson Bas Van Erp       |                                             |               |
| Bergamo                                   | 2007 | Nick Taylor David Wagner          |                                             |               |
| Bergamo                                   | 2006 | Nick Taylor David Wagner          |                                             |               |
| Bergamo                                   | 2005 | Nick Taylor David Wagner          |                                             |               |
| Brescia                                   | 2004 | Sarah Hunter Peter Norfolk        |                                             |               |
| Tremosine                                 | 2003 | Sarah Hunter Peter Norfolk        |                                             |               |